# Fehrbellin
Fehrbellin (mit Betonung auf der letzten Silbe) ist eine amtsfreie Gemeinde im Landkreis Ostprignitz-Ruppin in Brandenburg.

## Geographie
Fehrbellin liegt etwa 60 km nordwestlich von Berlin und 12 km südlich von Neuruppin.
Der namensgebende Kernort der Gemeinde Fehrbellin liegt am Nordrand des Ländchens Bellin, eines kleinen Höhenzuges. Größere Teile des Gemeindegebietes liegen im Havelländischen Luch südlich des Kernortes. Nördlich der Kernstadt erstreckt sich das vom Rhin durchflossene Rhinluch, das hier nur drei Kilometer breit ist. An dieser Stelle wurde im späten Mittelalter die „Bellinsche Fähre“ betrieben, woraus sich der Name der Stadt entwickelte. Mit zunehmender Verlandung des Luchs wurde anstelle der Fähre ein Damm aufgeschüttet, der Fehrbellin mit Neuruppin verbindet. Nördlich des Rhinluches liegt die Ruppiner Platte. Fehrbellin gehört mit einer Fläche von 268 km² zu den flächengrößten Gemeinden in Deutschland. Das Gemeindegebiet hat Anteil am Wald Zootzen.

## Gemeindegliederung
Die Gemeinde Fehrbellin setzt sich aus folgenden Ortsteilen, bewohnten Gemeindeteilen und Wohnplätzen zusammen:

### Ortsteile
Die Gemeinde Fehrbellin gliedert sich in 17 Ortsteile:
Betzin, Brunne, Dechtow, Deutschhof, Hakenberg, Karwesee, Königshorst, Langen, Lentzke, Linum, Manker, Protzen, Stadt Fehrbellin, Tarmow, Walchow, Wall, Wustrau-Altfriesack

### Bewohnte Gemeindeteile
Bewohnte Gemeindeteile der Gemeinde Fehrbellin:
- Ortsteil Deutschhof: Deutschhof, Dreibrück, Kuhhorst und Ribbeckshorst.
- Ortsteil Langen: Langen und Dammkrug
- Ortsteil Königshorst: Königshorst, Lobeofsund, Mangelshorst, Nordhof, Sandhorst, Fredenhorst und Seelenhorst
- Ortsteil Wustrau-Altfriesack: Wustrau, Altfriesack und Zietenhorst

### Wohnplätze
Auf dem Gemeindegebiet existieren folgende Wohnplätze:
Albertinenhof, Berlowshof, Hakenberger Schleuse, Lentzker Mühle, Lentzker Siedlung, Rollinsruhe, Schäferei und Theresiendorf

## Geschichte

### Überblick
Am 28. Dezember 1216 wurde die Burgwardei „Belin“ (Fehrbellin) erstmals erwähnt, als der Brandenburger Bischof Siegfried II. bei seiner Amtsübernahme dem Brandenburger Domkapitel seine Archidiakonatsrechte bestätigte. Das Stadtrecht erhielt Fehrbellin 1294. Die Fähre über das Rhinluch und ein Knüppeldamm sind seit 1402 bezeugt. Fehrbellin liegt am Pilgerweg Berlin–Wilsnack, der seit dem Ende des 14. Jahrhunderts begangen wurde.
Der heutige Ortsteil Walchow wurde urkundlich erstmals 1445 als walchouw erwähnt. Im 17. Jahrhundert wurde der Ort vollständig zerstört. Im selben Jahrhundert siedelten sich Holländer und Pfälzer an.
1616 wurde die Rhinbrücke nach Neuruppin errichtet. Seit Beginn des 17. Jahrhunderts diente die Feldberger Dorfkirche als Pfarrkirche für Fehrbellin und als Hauptkirche des Ländchens Bellin. Patronatsherren waren zunächst die Bischöfe von Havelberg, dann die Herren von Bellin zu Bellin, seit 1657 das kurfürstliche Amt zu Bellin.
Langen, Manker, Walchow und Wustrau wurden im Dreißigjährigen Krieg 1638 durch kaiserliche Truppen niedergebrannt.
In der Schlacht bei Fehrbellin im Schwedisch-Brandenburgischen Krieg besiegte der Große Kurfürst Friedrich Wilhelm von Brandenburg am 18. Junijul. / 28. Juni 1675greg. die Schweden und eroberte nach diesem Sieg bis 1678 das von den Schweden beherrschte Schwedisch-Pommern. Aus diesem Anlass schenkte Kaiser Wilhelm II. der Stadt Fehrbellin ein großes Reiterstandbild des Großen Kurfürsten. Es wurde von dem Berliner Bildhauer Fritz Schaper geschaffen und am 18. Oktober 1902 enthüllt. Die Schlacht ist ein zentrales Handlungselement in Heinrich von Kleists Drama Prinz Friedrich von Homburg.
Im frühen 18. Jahrhundert wurde das Havelländische Luch, gegen Ende des Jahrhunderts das Rhinluch trockengelegt. Seit 1840 entwickelte sich der Torfabbau, der der Brennstoffversorgung Berlins diente, zum wichtigen Wirtschaftszweig.
Seit 1880 führte die Strecke der Paulinenaue-Neuruppiner Eisenbahn durch Fehrbellin. Der Personenverkehr wurde 1970, der Güterverkehr 1995 eingestellt. 2011 wurde ein Radweg auf der ehemaligen Bahntrasse errichtet.
Von 1940 bis 1945 bestand das Arbeitserziehungslager Fehrbellin (AEL), ein Frauen-Straflager der Geheimen Staatspolizei. Die Insassinnen, überwiegend ausländische Zwangsarbeiterinnen, mussten in der nahe gelegenen Bastfaserfabrik arbeiten. Nach dem Krieg produzierte die Fabrik als VEB Märkische Bastfaser weiter bis 1990.

### Verwaltungsgeschichte
Fehrbellin und seine heutigen Ortsteile Betzin, Brunne, Dechtow, Deutschhof, Karwesee, Königshorst, Lentzke, Linum, Tarmow
gehörten seit 1817 zum Kreis Osthavelland, Hakenberg, Langen, Manker, Protzen, Walchow, Wall, Wustrau und Altfriesack zum Kreis Ruppin in der preußischen Provinz Brandenburg. Die Orte wurden 1952 in den Kreis Neuruppin im DDR-Bezirk Potsdam eingegliedert. Seit 1993 liegen sie im brandenburgischen Landkreis Ostprignitz-Ruppin.
Am 1. Juni 1992 schloss sich die Stadt Fehrbellin mit 16 Gemeinden aus dem damaligen Kreis Neuruppin (Wustrau-Altfriesack, Langen, Wall, Linum, Dechtow, Karwesee, Königshorst, Hakenberg, Brunne, Lentzke, Betzin, Protzen, Manker, Tarmow, Walchow und Deutschhof) zum Amt Fehrbellin zusammen.
Am 7. Mai 2002 genehmigte das Ministerium des Innern den Zusammenschluss der Gemeinden Betzin, Deutschhof, Hakenberg, Karwesee, Königshorst, Manker, Tarmow, Wall und der Stadt Fehrbellin zur neuen Gemeinde Fehrbellin, der allerdings erst zum 26. Oktober 2003 rechtswirksam wurde. Zum 26. Oktober 2003 wurden die restlichen Gemeinden des Amtes Fehrbellin, also Brunne, Dechtow, Langen, Lentzke, Linum, Protzen, Walchow und Wustrau-Altfriesack per Gesetz in die Gemeinde Fehrbellin eingegliedert. Das Amt Fehrbellin wurde gleichzeitig aufgelöst. Seither ist Fehrbellin eine Titularstadt. Formal ist das am Ortsteilnamen „Stadt Fehrbellin“ erkennbar.

## Bevölkerungsentwicklung
| Jahr | Einwohner |
| ---- | --------- |
| 1875 | 2 675     |
| 1890 | 2 282     |
| 1910 | 1 839     |
| 1925 | 1 765     |
| 1933 | 2 156     |
| 1939 | 2 223     |

| Jahr | Einwohner |
| ---- | --------- |
| 1946 | 3 875     |
| 1950 | 3 780     |
| 1964 | 2 984     |
| 1971 | 3 081     |
| 1981 | 3 213     |
| 1985 | 3 373     |

| Jahr | Einwohner |
| ---- | --------- |
| 1990 | 3 292     |
| 1995 | 3 042     |
| 2000 | 3 045     |
| 2005 | 9 278     |
| 2010 | 8 771     |
| 2015 | 8 829     |

| Jahr | Einwohner |
| ---- | --------- |
| 2020 | 8 971     |
| 2021 | 8 951     |
| 2022 | 9 060     |
| 2023 | 9 009     |
| 2024 | 9 076     |

Gebietsstand des jeweiligen Jahres, Einwohnerzahl: Stand 31. Dezember (ab 1991), ab 2011 auf Basis des Zensus 2011, ab 2022 auf Basis des Zensus 2022
Die Zunahme der Einwohnerzahl 2005 ist auf den Zusammenschluss mehrerer Gemeinden zur neuen Gemeinde Fehrbellin im Jahr 2003 zurückzuführen.

## Politik

### Gemeindevertretung
Die Gemeindevertretung von Fehrbellin besteht entsprechend der Einwohnerzahl der Gemeinde aus 18 Gemeindevertretern und dem hauptamtlichen Bürgermeister. Die Kommunalwahl am 9. Juni 2024 führte bei einer Wahlbeteiligung von 62,6 % zu folgendem Ergebnis:
| Partei / Wählergruppe                 | Stimmenanteil 2019 | Sitze 2019 |        | Stimmenanteil 2024 | Sitze 2024 |
| ------------------------------------- | ------------------ | ---------- | ------ | ------------------ | ---------- |
| CDU                                   | 24,7 %             | 5          | 23,7 % | 4                  |            |
| Starke Dörfer                         | 26,0 %             | 5          | 23,6 % | 4                  |            |
| AfD                                   | –                  | –          | 20,3 % | 1                  |            |
| SPD                                   | 18,6 %             | 3          | 12,8 % | 2                  |            |
| Kreisbauernverband Ostprignitz-Ruppin | –                  | –          | 04,7 % | 1                  |            |
| Die Linke                             | 13,5 %             | 2          | 04,5 % | 1                  |            |
| Pro Protzen                           | –                  | –          | 03,7 % | 1                  |            |
| Bündnis 90/Die Grünen                 | 10,5 %             | 2          | 03,4 % | 1                  |            |
| Brandenburgisches Dorf Walchow        | 06,6 %             | 1          | 03,4 % | –                  |            |
| Insgesamt                             | 100 %              | 18         | 100 %  | 15                 |            |

Bei der Wahl 2024 entfielen auf die AfD vier Sitze, von denen drei unbesetzt bleiben, weil die Partei nur einen Kandidaten nominiert hatte.

### Bürgermeister
- 1998–2003: Klaus-Peter Rolf[16]
- 2003–2019: Ute Behnicke (parteilos)[17]
- seit 2019: Mathias Perschall (SPD)

Perschall wurde in der Bürgermeisterwahl am 1. September 2019 mit 50,9 % der gültigen Stimmen gewählt. Seine Amtszeit beträgt acht Jahre.

### Wappen
| Wappen von Fehrbellin | Blasonierung: „In Silber eine zweitürmige, rote Kirche mit gequadertem Mauerwerk als Unterbau und einem mit einer schwarzen Rosette belegten offenen Doppelbogenportal. Die Türme sind mit je vier schwarzen Fenstern sowie mit bezackten, beknauften und bekreuzten Spitzdächern versehen. Zwischen den Türmen ein wachsender, schwarzbekleideter und behüteter Mönchsrumpf.“ |
| Wappen von Fehrbellin | Wappenbegründung: Über die Entstehungszeit des Wappens liegen keine Unterlagen vor. Der Wappeninhalt weist auf die ehemalige Zugehörigkeit zum Bistum Havelberg hin. Das Wappen wurde vom Erfurter Heraldiker Frank Diemar gestaltet und am 18. Februar 1993 durch das Ministerium des Innern genehmigt.                                                                       |

### Flagge und Dienstsiegel
Die Flagge ist rot-weiß-rot (1:3:1) gestreift und mittig mit dem Gemeindewappen belegt.
Das Dienstsiegel zeigt das Wappen der Gemeinde mit der Umschrift GEMEINDE FEHRBELLIN • LANDKREIS OSTPRIGNITZ-RUPPIN.

### Logo der Gemeinde

Die Gemeinde Fehrbellin führt seit dem 27. Oktober 2005 ein gemeinsames Logo für Tourismus und Kultur. Es wurde bei einem durch die Gemeindeverwaltung Fehrbellin ausgeschriebenen Wettbewerb durch Beschluss der Gemeindevertreter am 27. Oktober 2005 als offizielles Logo der Gemeinde Fehrbellin bestätigt. Entworfen wurde das Logo von Tom Berger aus Neuruppin, der im Vorstand des gemeinnützigen Vereins FKK Fehrbelliner Karneval Klub e. V. mitarbeitet.
Das Logo vereint die Landschaftselemente Luchwiesen und Wälder sowie Flüsse und Teiche als vorherrschende Landschaft in der Gemeinde Fehrbellin. Als überragendes Bildelement ist die Bronzeviktoria der Siegessäule bei Hakenberg als stilisiertes Element mit verarbeitet. Als Kontrast dazu steht in Rot das Auge des Betrachters dieser Landschaft.
Das neue touristische Logo der Gemeinde Fehrbellin wurde mit Mehrheitsbeschluss vom 17. Juni 2021 durch die Mandatsträger in der Gemeindevertretersitzung bestätigt.
Das neu gewählte Logo zeigt mit drei handgemalten Pinselstriche die Hauptfarben Natur mit Wiesen und Wäldern (Grün), Aufmerksamkeit für Kultur und Veranstaltungen (Rot) und Wasser (Blau) als Marker (Symbolfarben). Darin eingebettet sind die Alleinstellungsmerkmale Wiesen, Furchen der landwirtschaftlichen Felder und Hügel, die weithin Aufmerksamkeit erregende »Goldelse« in Hakenberg und Wasser nicht nur als Flüsse und Bäche, sondern auch als kleine Seen mit Wellen. Der Schriftzug »Gemeinde Fehrbellin« hält wie selbstverständlich alle diese Merkmale zusammen.

### Partnerschaften
Fehrbellin unterhält seit 1990 mit Dülmen in Nordrhein-Westfalen eine Städtepartnerschaft. Einzelne Ortsteile sind darüber hinaus weitere Partnerschaften eingegangen:
- Ortsteil Brunne mit Momchilovtsi im Süden Bulgariens
- Ortsteil Langen mit Langen (Hessen), mit Langen bei Bremerhaven und mit Kamenné Zboží in Tschechien
- Ortsteil Linum mit Bolatice in Tschechien, mit Rudy in Polen und mit Nagykovácsi im Norden Ungarns

## Sehenswürdigkeiten

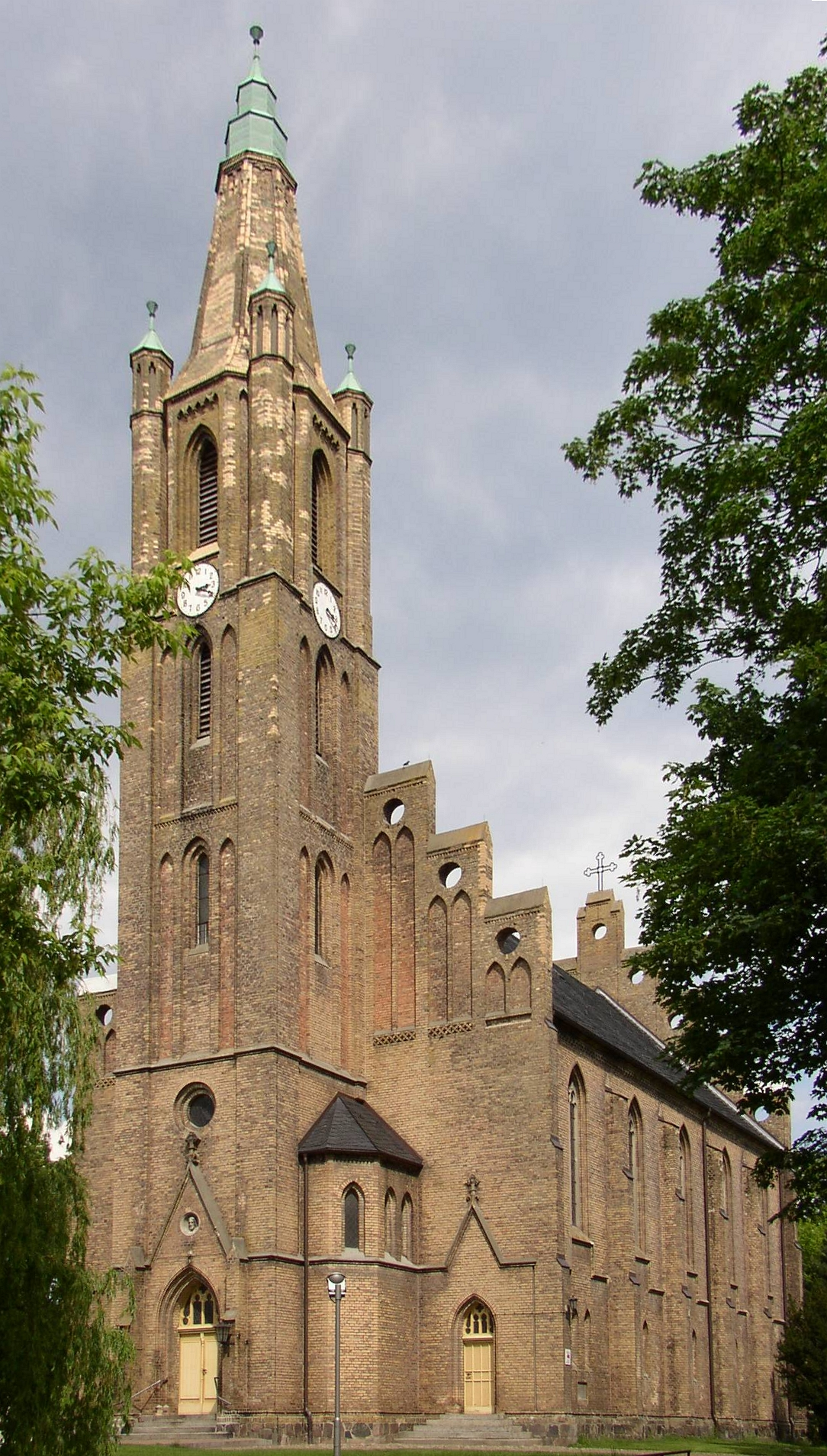
Stadtkirche Fehrbellin

### Stadtkirche Fehrbellin
- Die Stadtkirche Fehrbellin, erbaut 1865–1866 nach Plänen von Stüler aus gelbem Backstein in neugotischem Stil mit einem 41 Meter hohen Turm. Die dreischiffige Kirche steht an der Stelle der spätmittelalterlichen, um 1700 erweiterten Kirche des Dorfes Feldberg. Seit Mitte des 19. Jahrhunderts wurde die Kirche zu klein für die durch den wirtschaftlichen Aufschwung wachsende Stadt. 1858 legte Stüler einen Entwurf für einen Neubau vor, der von Kreisbaumeister Becker überarbeitet wurde. 1865 begannen der Abriss der alten Kirche und der Neubau. Dieser wurde 1867 geweiht. Die Ziegelsteine kamen aus Lindow und Linum. Nach verschiedenen Renovierungen wurde 1998 die Innenraumfassung der Bauzeit wiederhergestellt. Die Kirche ist mit ihrer monumentalen Gestaltung eine der bedeutendsten Kirchenbauten einer märkischen Provinzstadt in der Mitte des 19. Jahrhunderts. Es ist anzunehmen, dass die Beauftragung der königlichen Baumeisters Stüler und die imposante Größe der Kirche an die Bedeutung Fehrbellins für die brandenburgisch-preußische Geschichte erinnern sollte.[23] Die Orgel der Stadtkirche ist ein Werk von Orgelbauer Wilhelm Heerwagen und wurde 1867 erbaut und im Jahr 2014 restauriert.[24]

### Weitere Bauwerke

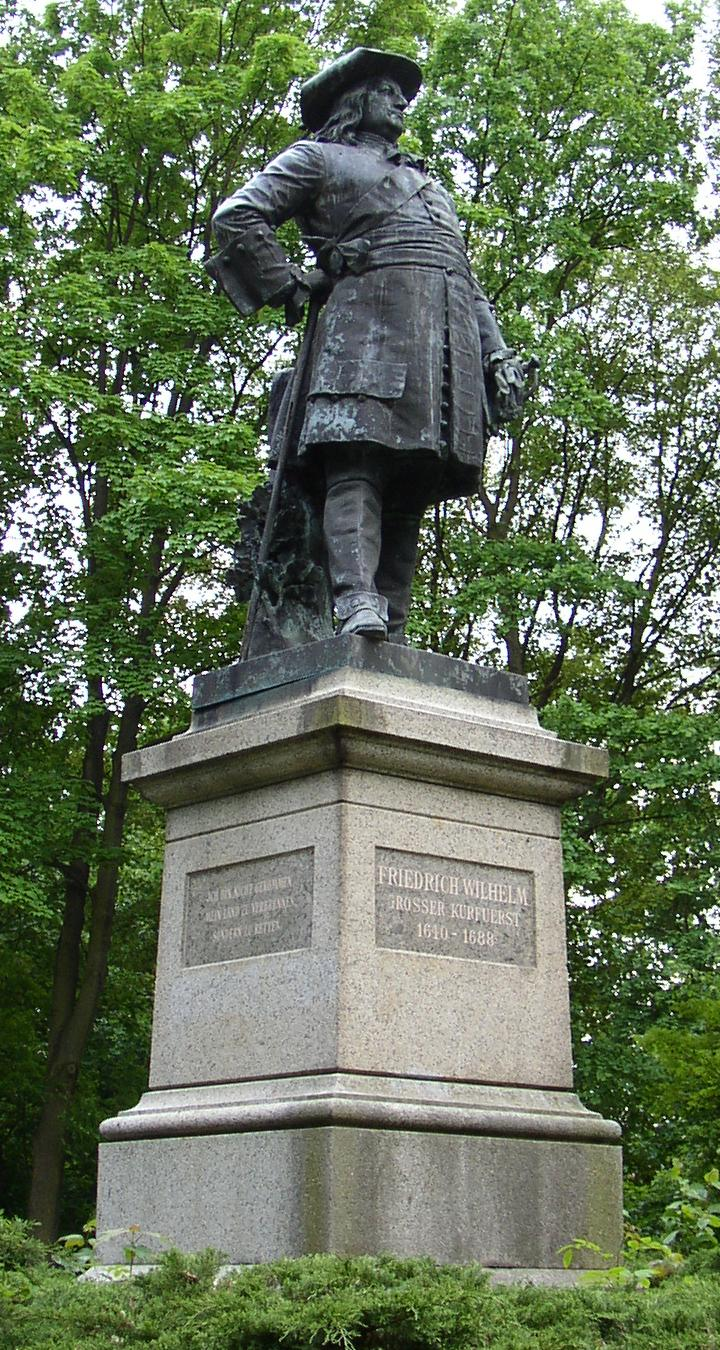
Denkmal für den Großen Kurfürsten Friedrich Wilhelm (Brandenburg) im Kurfürstenpark

- Denkmal für den Großen Kurfürsten (von Fritz Schaper, 1902)[25]
- Denkmal der Schlacht von Fehrbellin
- Denkmal für die Gefallenen 1813–1815 (von Max Wiese)
- Dorfkirche Dechtow, Feldstein- und Backsteinbau aus dem 15. (16.?) Jahrhundert, Turm mit Staffelgiebel aus dem 19. Jahrhundert
- Dorfkirche Karwesee, Fachwerkkirche von 1756 mit einer Fünte aus dem Jahr 1602
- Dorfkirche Langen, Backsteinbau von 1855 (Stüler-Umkreis)
- Dorfkirche Protzen, Feldsteinbau aus dem 13. Jahrhundert mit barocken Elementen
- Dorfkirche Tarmow von 1835, eine Normalkirche Schinkels
- Dorfkirche Wustrau, Feldsteinbau aus dem 13. Jahrhundert
- Neogotische Backsteinkirche Walchow, 1851/52 errichtet
- Rentengutsiedlung von 1928–1932, Siedlung der klassischen Moderne, deren Erscheinungsbild allerdings durch Umbauten beeinträchtigt ist
- Mahnmal von 1947 für die Opfer des Faschismus auf dem OdF-Platz an der Kreuzung Geschwister-Scholl-Straße/Kapellenberg

## Wirtschaft und Infrastruktur

### Wirtschaft
Bis 1989 beschäftigte der VEB Plakotex (VEB Plastbeschichtung und Konfektion Technischer Textilien Fehrbellin), ein Betrieb im Kombinat Technische Textilien, rund 500 Mitarbeiter und produzierte Planen. Heute sind in Fehrbellin u. a. Betriebe des Baugewerbes, metallverarbeitende Betriebe, Landmaschinenhandel und -service und Nahrungsmittelerzeuger vertreten. Der Tourismus spielt eine wachsende Rolle.

### Verkehr
Die ehemalige Bahnstrecke Paulinenaue–Neuruppin über Fehrbellin wurde mit dem Bau der A 24 1970 teilweise und 1994 in ganzer Länge stillgelegt. Diese Trasse ist heute zum großen Teil als Radschnellweg Stille Pauline von Fehrbellin nach Neuruppin und nach Paulinenaue ausgebaut. Der Radschnellweg weicht zwischen den Orten Dammkrug und Neuruppin-Treskow von der alten Bahnlinie ab. In diesem Bereich verläuft er neben der Landesstraße L 16.
Durch die Ostprignitz-Ruppiner Personennahverkehrsgesellschaft ist Fehrbellin mit einer PlusBus- sowie weiteren Regionalbuslinien erreichbar.
Auf dem Gemeindegebiet liegt der Flugplatz Ruppiner Land.
Die Landesstraße L 16 zwischen Neuruppin und Kremmen durchquert Fehrbellin. Auch die Landesstraßen L 17, L 164, L 165 und L 173 verlaufen über das Gemeindegebiet. Fehrbellin ist mit den Ausfahrten Fehrbellin und Neuruppin-Süd an die A 24 (Berlin–Hamburg) angebunden.

### Bildung
- Johann-Heinrich-Bolte-Grundschule Fehrbellin
- Oberschule „Schule am Rhin“ Fehrbellin
- Kleine Grundschule Königshorst
- Grundschule Wustrau

## Persönlichkeiten

### Söhne und Töchter der Gemeinde und ihrer Ortsteile
- Hans Joachim von Zieten (1699–1786), preußischer Reitergeneral, geboren in Wustrau
- Friedrich Wilhelm Wolff (1816–1887), Bildhauer
- Robert Jacobs (1832–1897), Landrat
- Bernhard Bohm (1841–1896), Reichstagsabgeordneter, geboren in Brunne
- Friedrich Wilhelm Ludwig von Schwerin (1862–1925), Regierungspräsident, geboren in Wustrau
- Otto Högelow (* 1895 in Lentzke; † nach 1949) war ein deutscher SS-Hauptscharführer und verurteilter Kriegsverbrecher
- Hans Schönfeld (1900–1954), evangelischer Theologe
- Kurt Hintze (1901–1944), SS-Brigadeführer und Generalmajor der Polizei
- Karl Gutschmidt (1937–2012), Slawist
- Frank Jeske (1960–1994), Fußballspieler, geboren in Wustrau

### Mit der Gemeinde verbundene Persönlichkeiten
- Johann Heinrich Bolte (1750–1817), Geistlicher und Schulreformer, wirkte in Fehrbellin
- Ehrhardt Bödecker (1925–2016), Gründer des Brandenburg-Preußen Museums in Wustrau
- Winfried Kräuter (* 1956), Fußballspieler, aufgewachsen in Fehrbellin
- Yvonne Tratz (* 1957), Kamerafrau, lebt in Fehrbellin

## Sonstiges
Bekannt ist der Fehrbelliner Reitermarsch (komponiert 1893 von Richard Henrion), inzwischen Regimentsmarsch verschiedener Verbände der Bundeswehr.

## Bilder

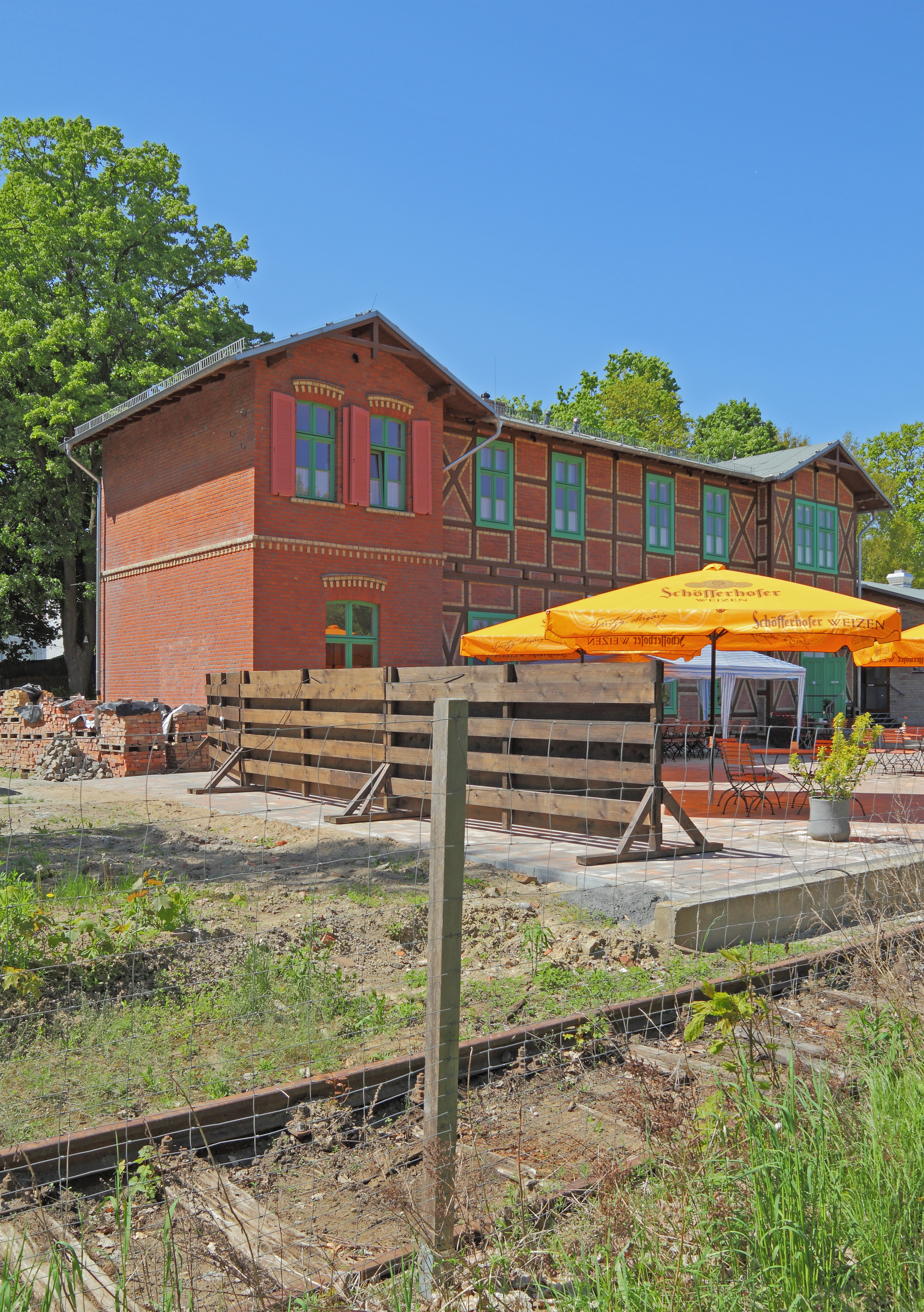
Ehemaliger Bahnhof Fehrbellin
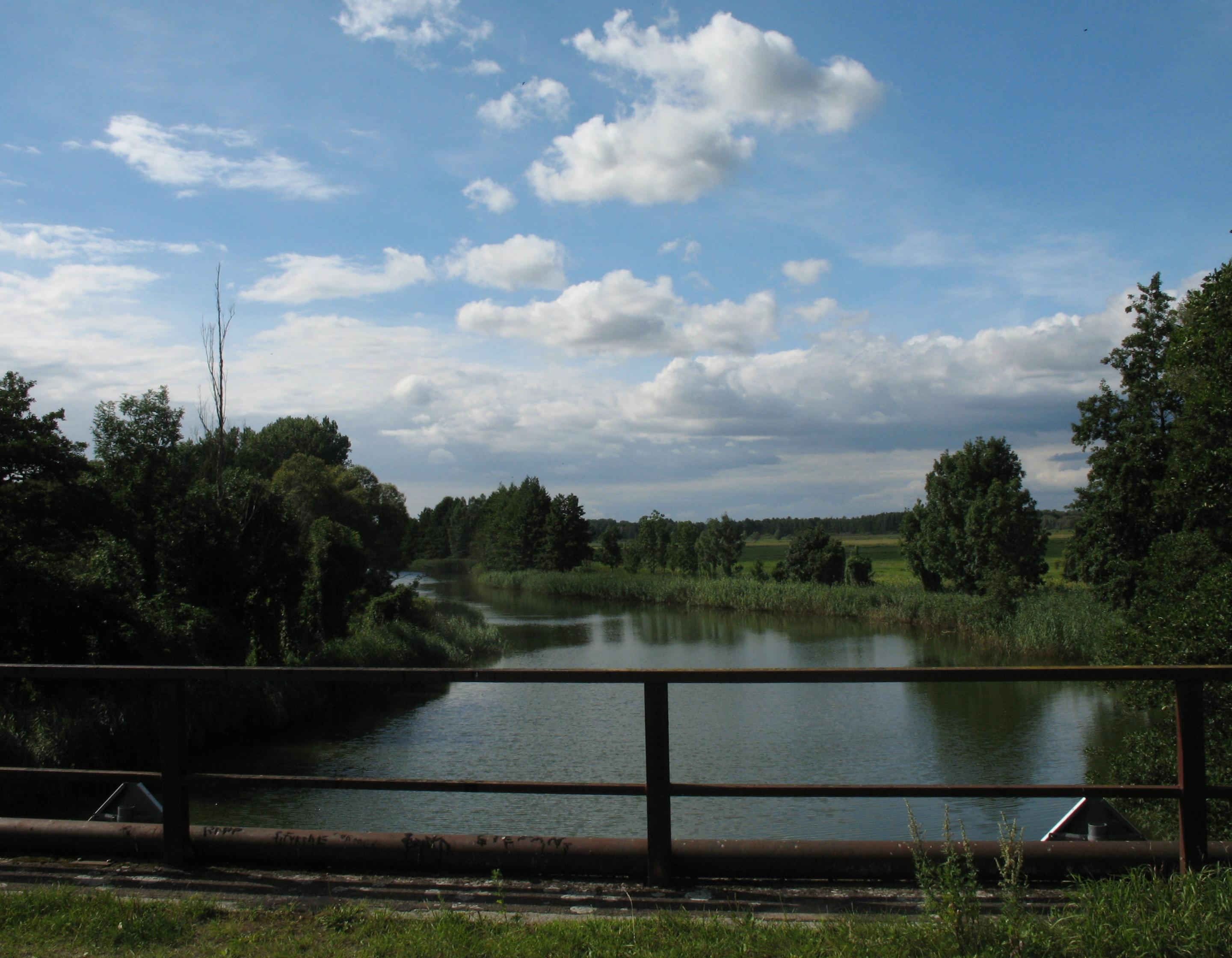
Bützrhin nahe Wall
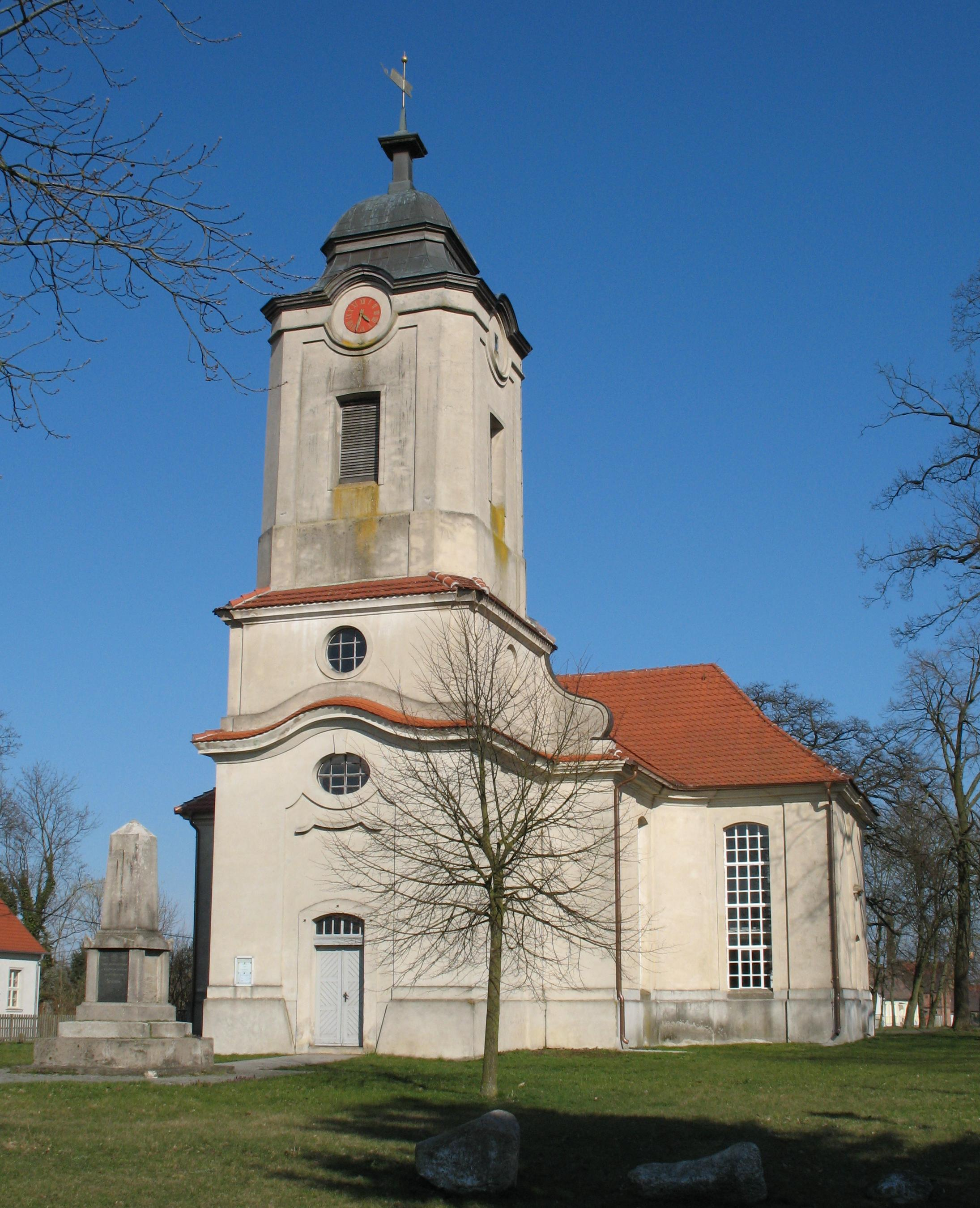
Dorfkirche Brunne
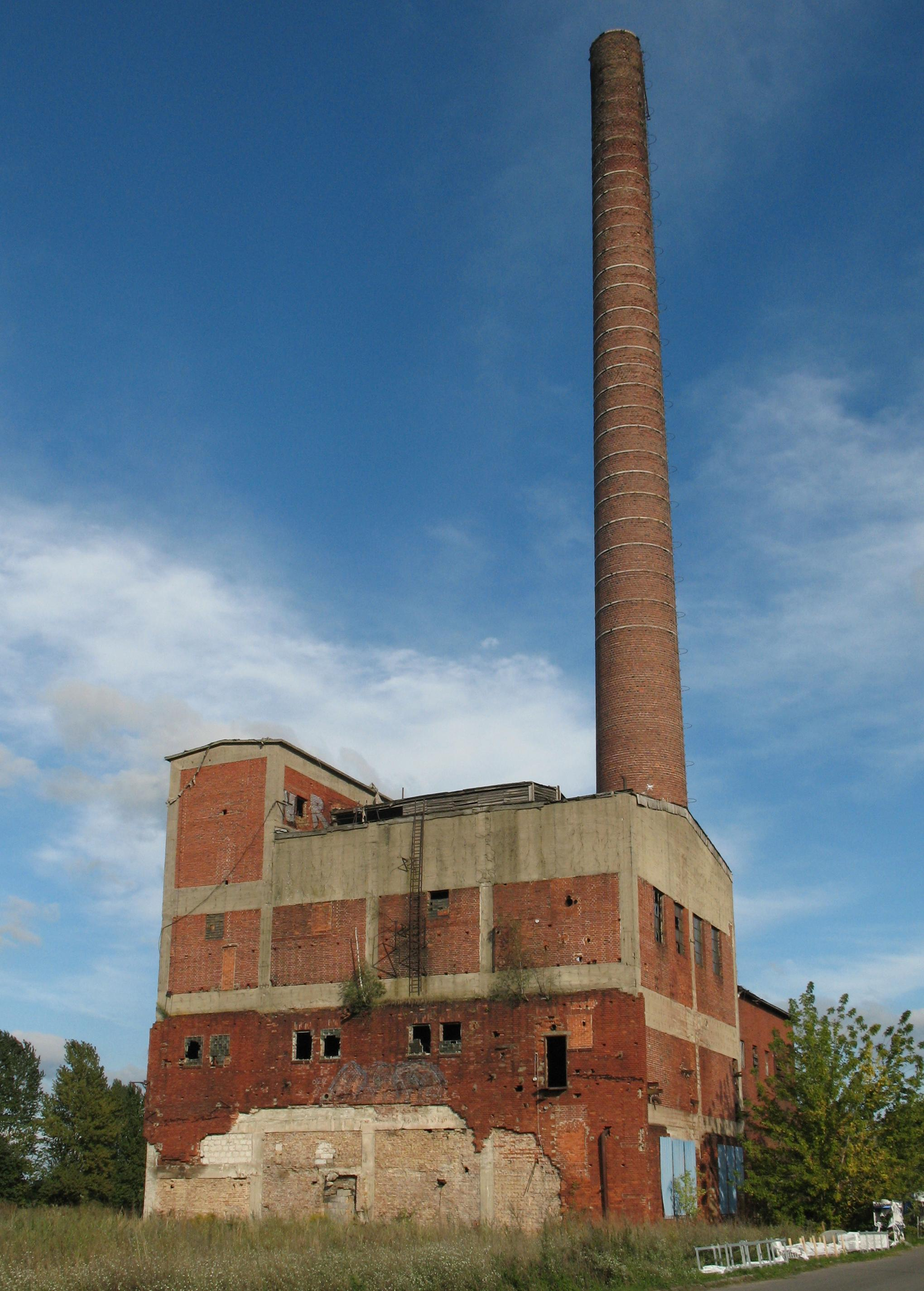
Ehemalige Bastfaserfabrik
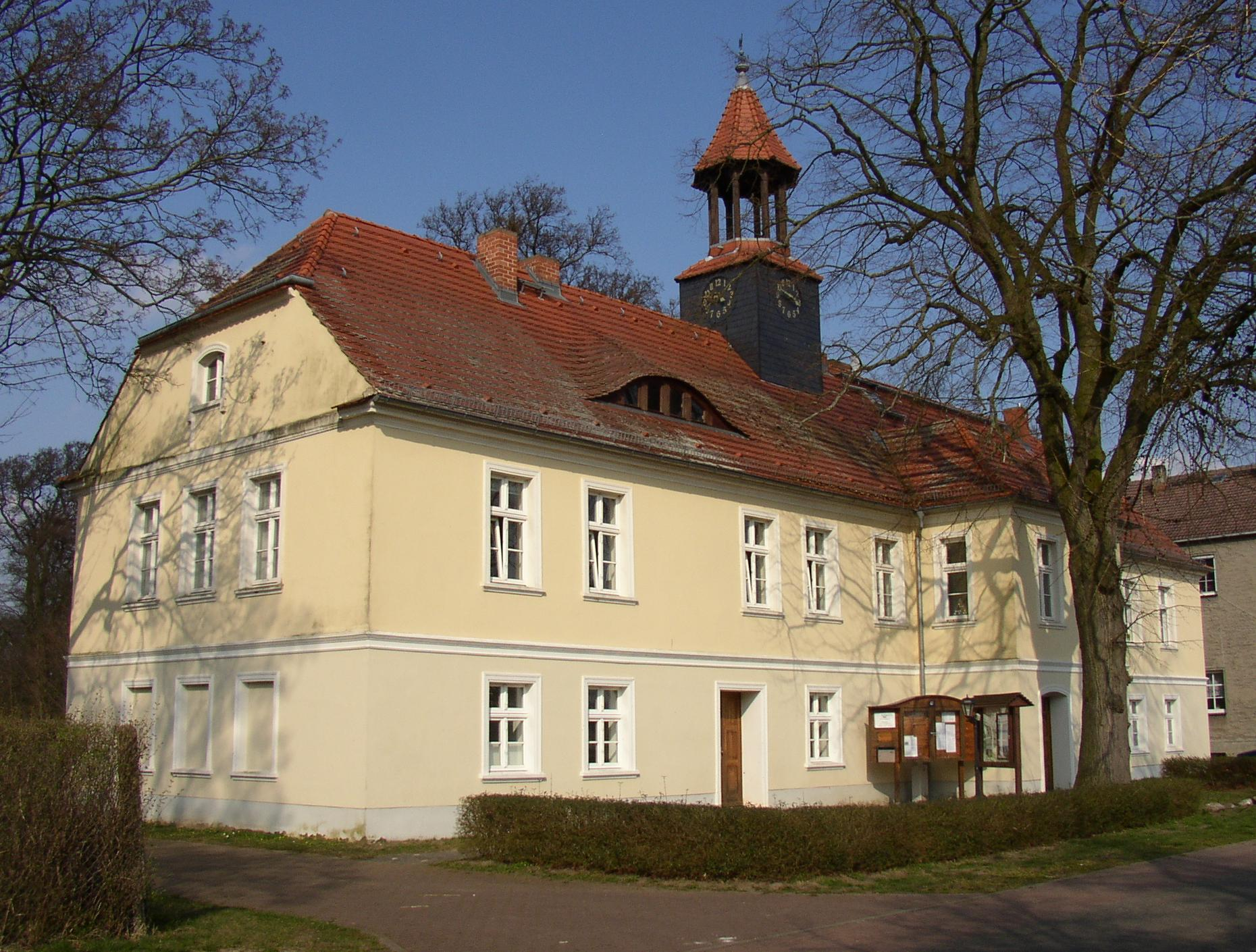
Gutshaus in Wall
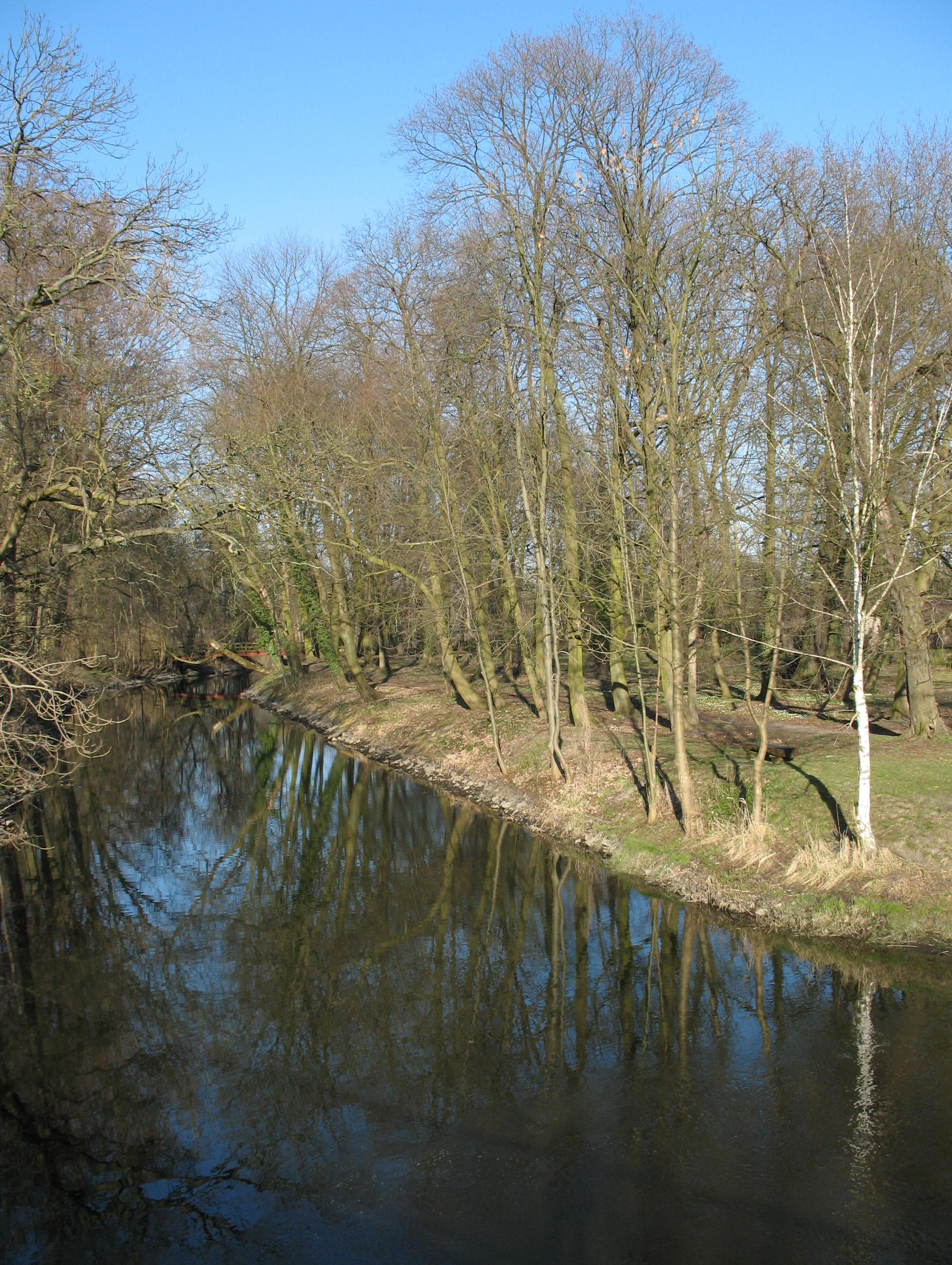
Wustrauer Rhin am Stadtpark
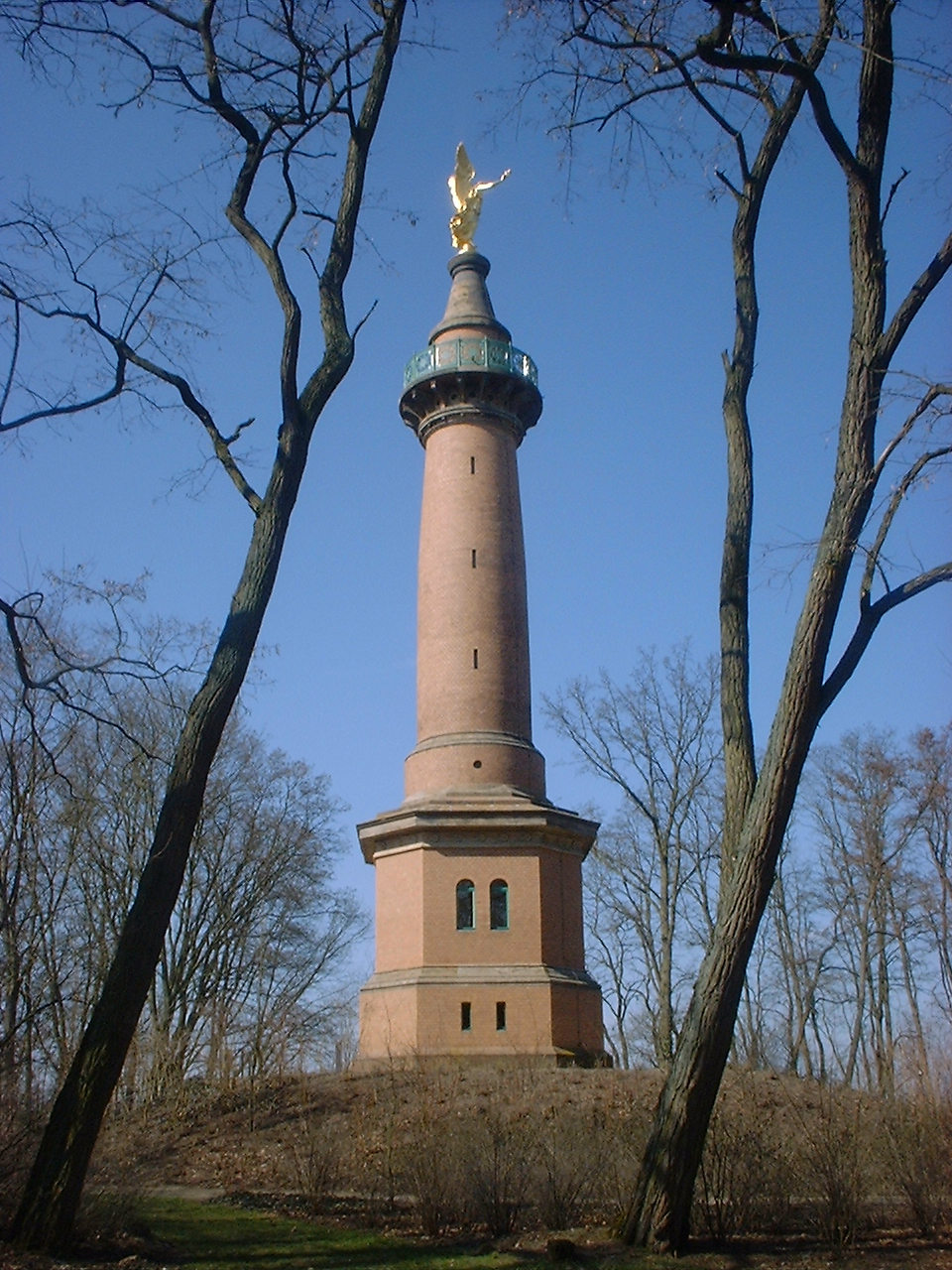
Denkmal für die Schlacht bei Fehrbellin
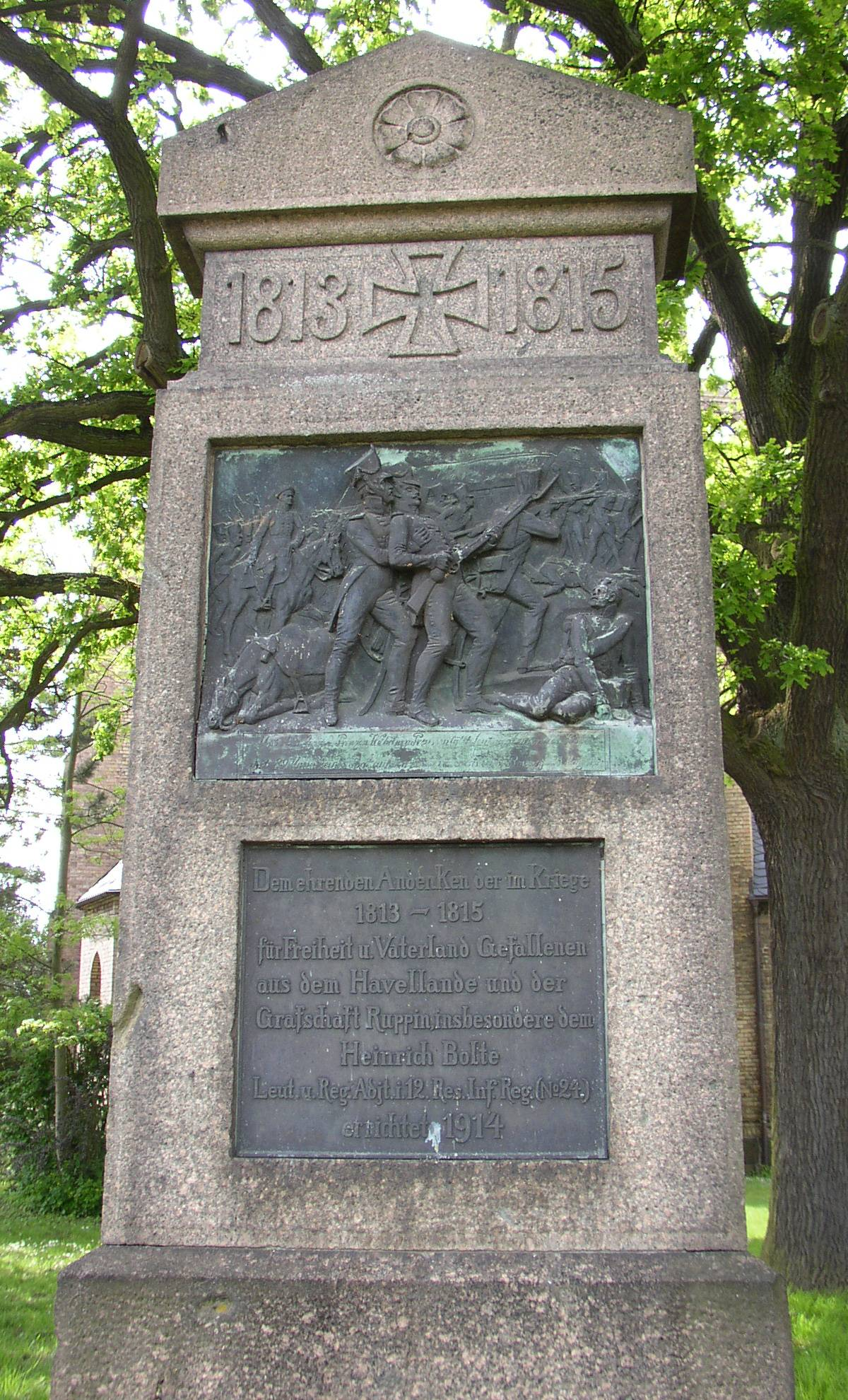
Denkmal für die Gefallenen 1813–1815
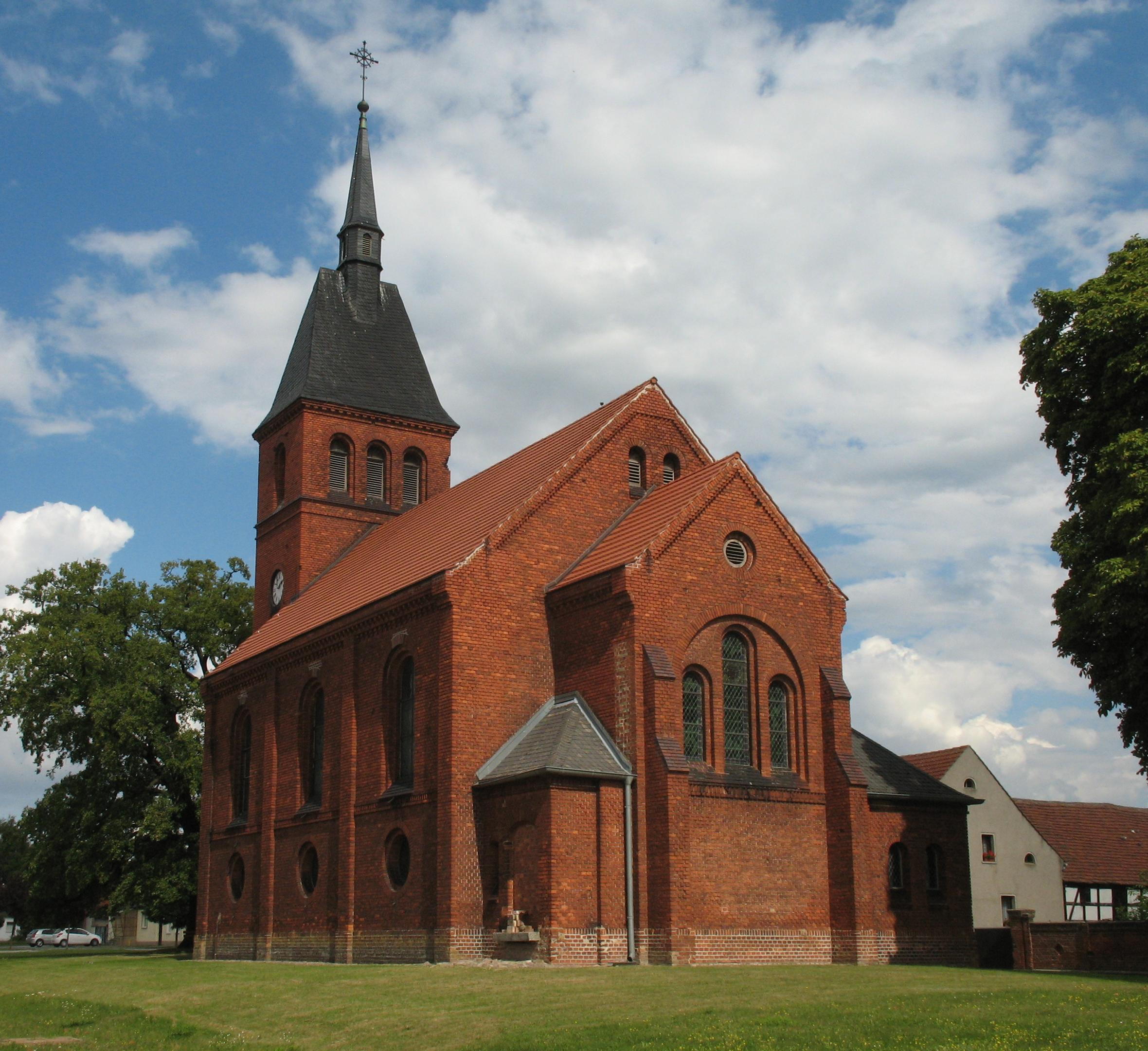
Dorfkirche Betzin
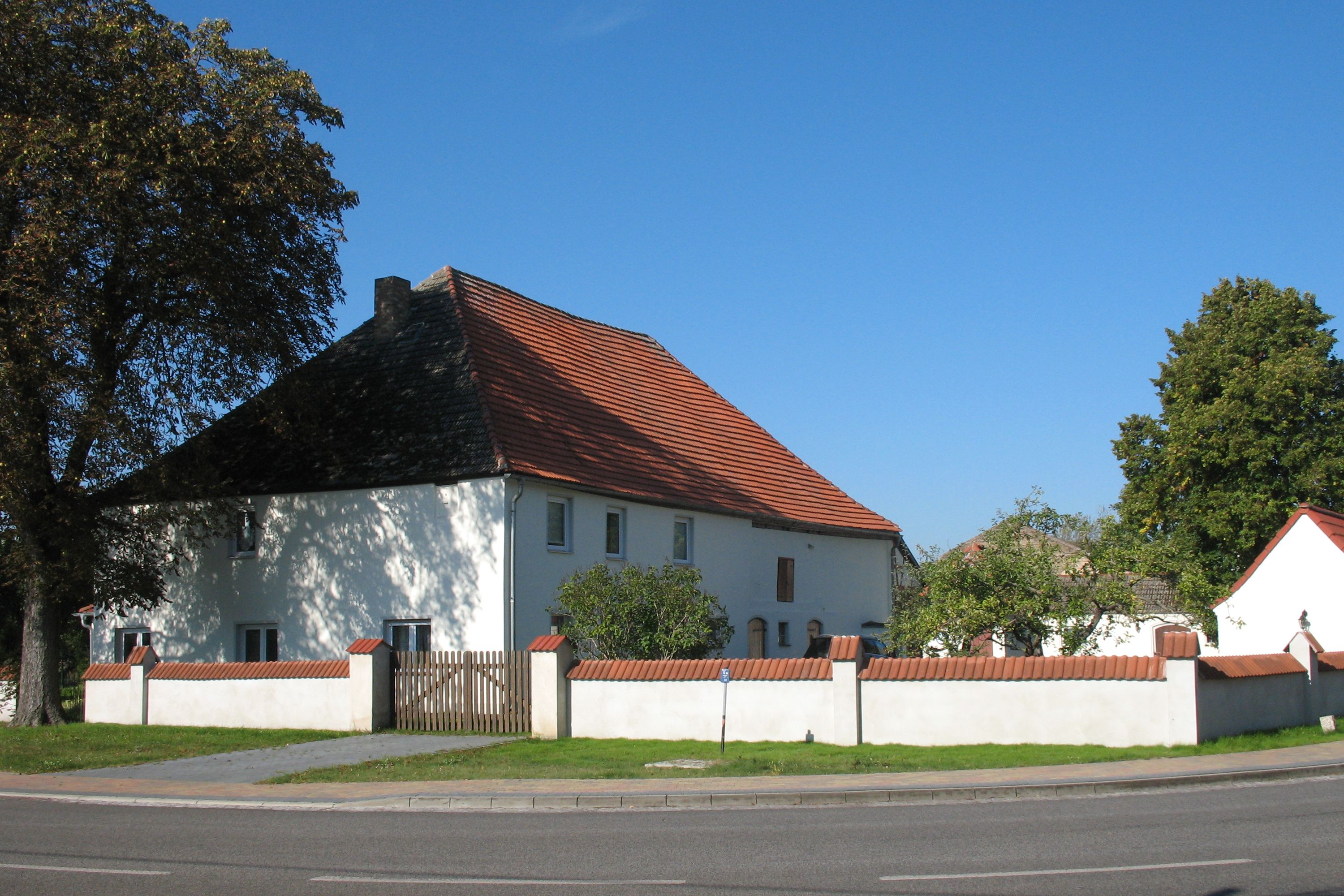
Wohnstallhaus in Deutschhof
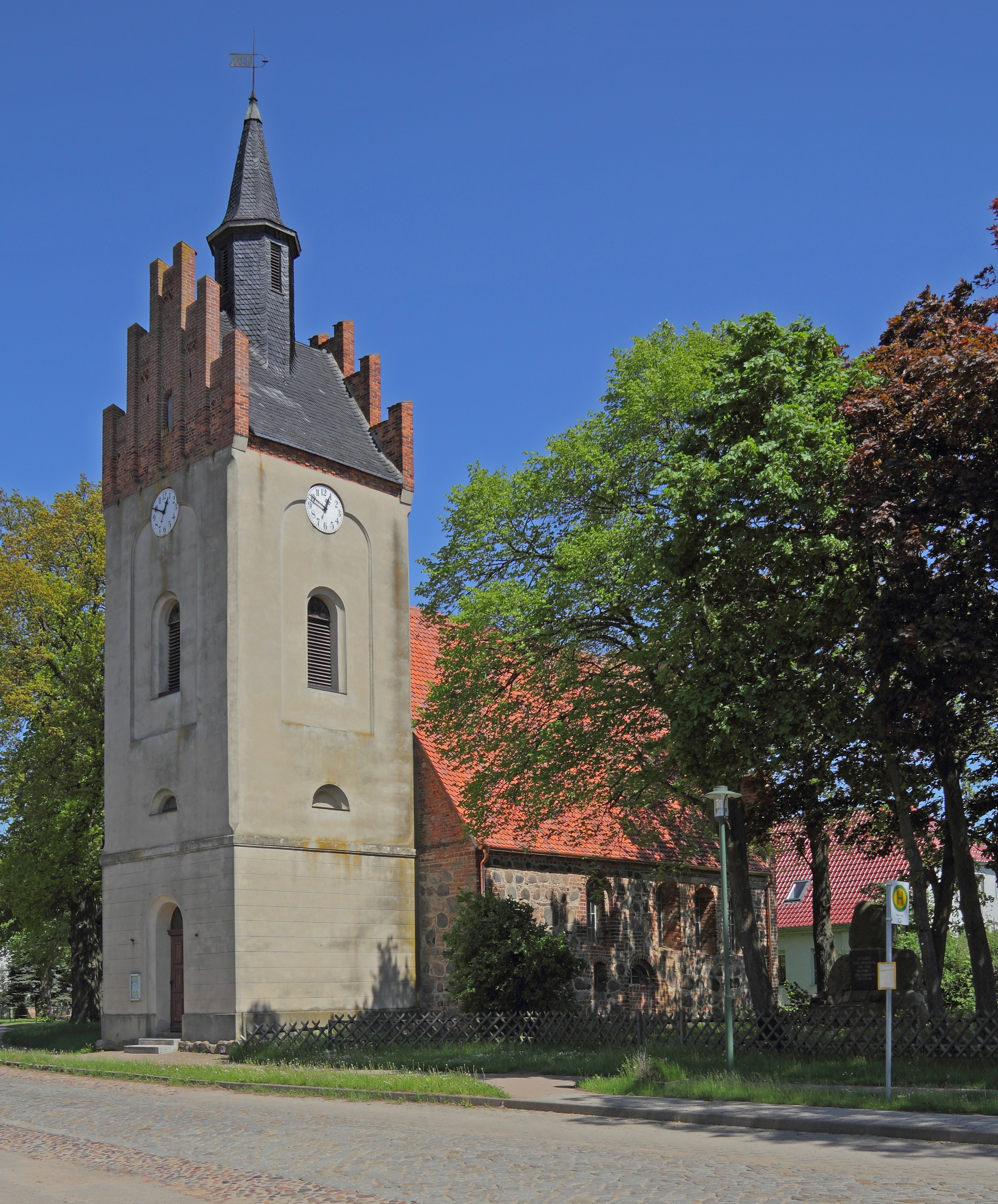
Dorfkirche Dechtow
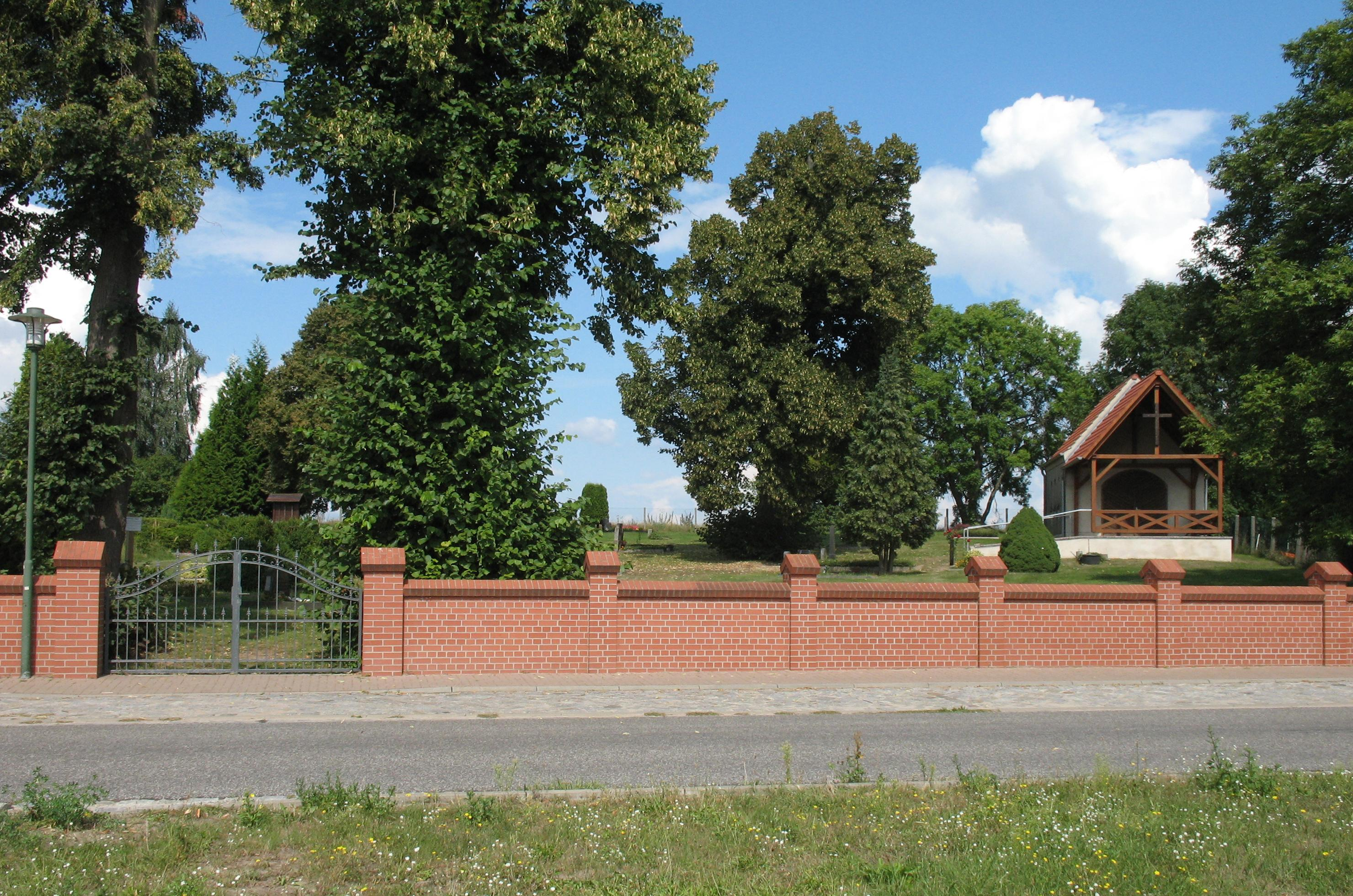
Friedhof in Dechtow
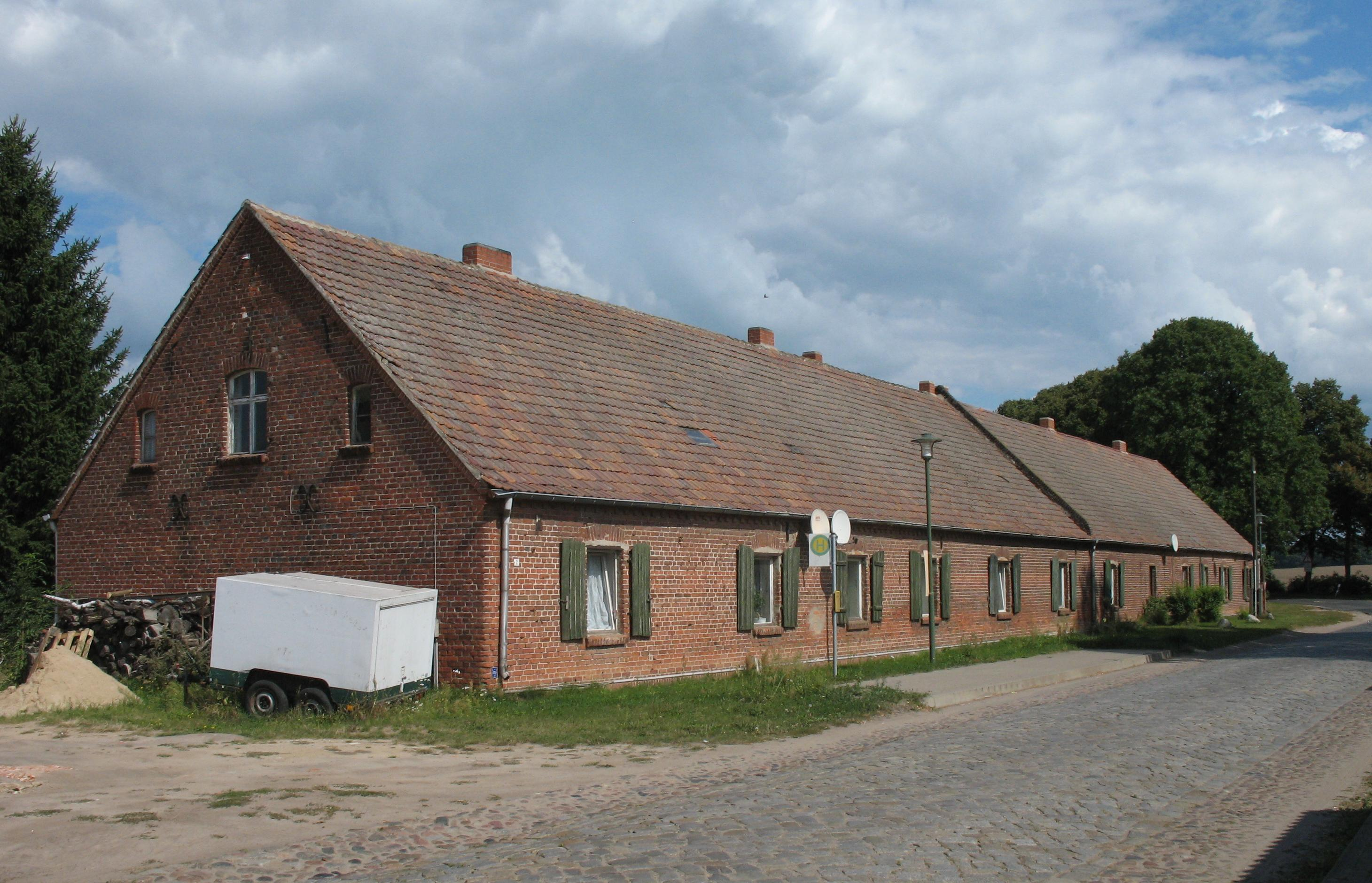
Karweseer Str. 2 in Dechtow
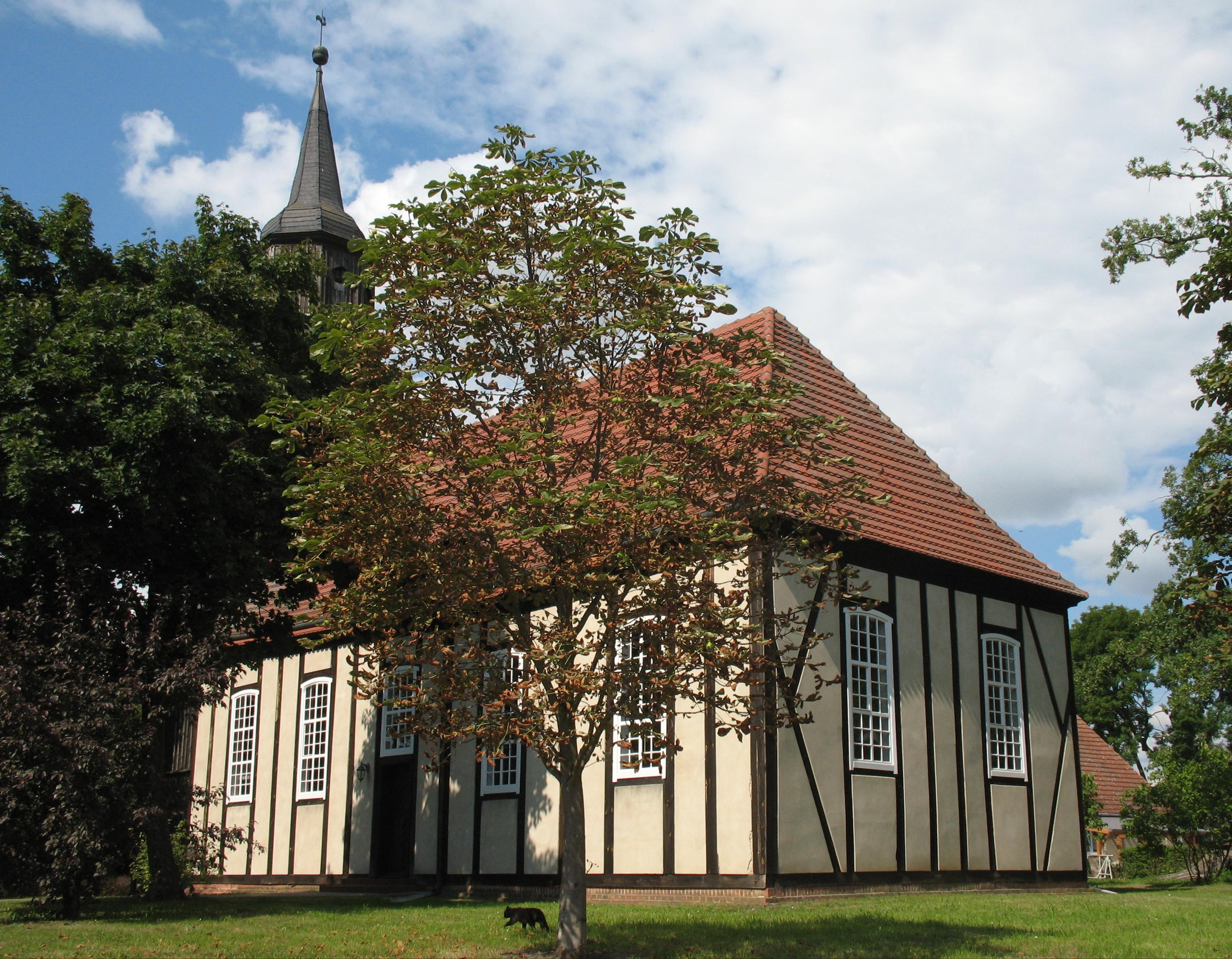
Kirche in Karwesee
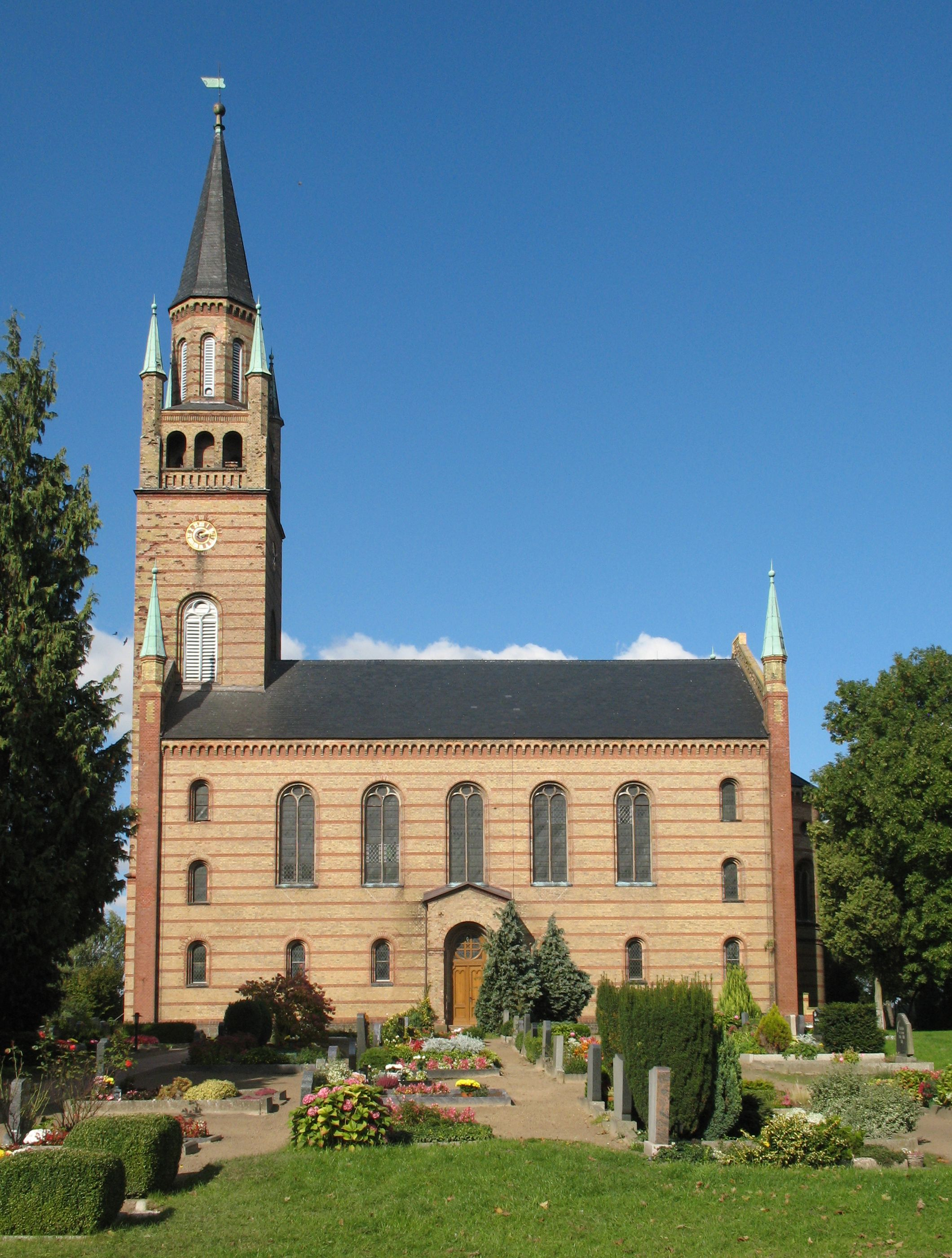
Dorfkirche Langen
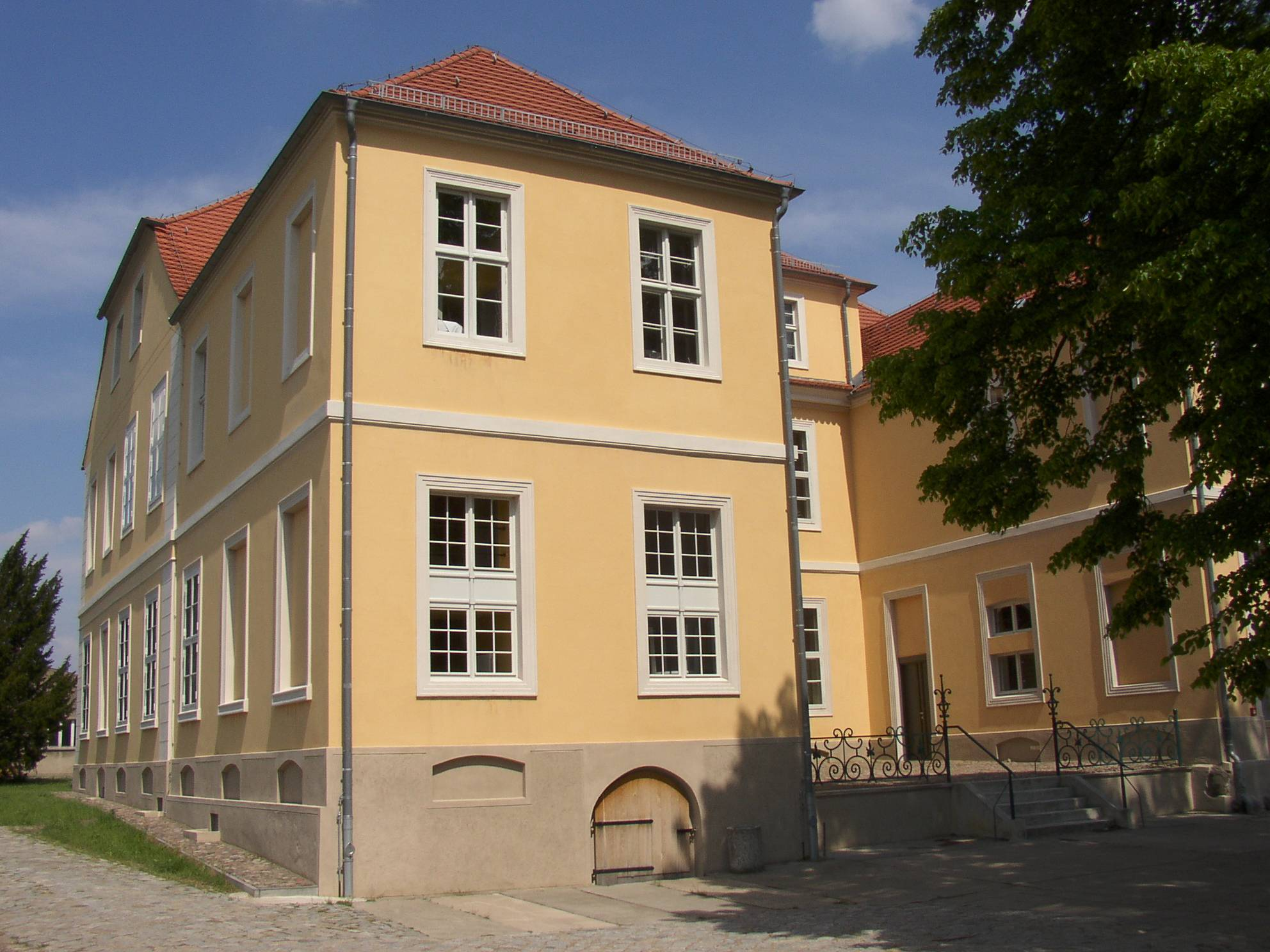
Dorf-Torf-Schul-Museum in Protzen
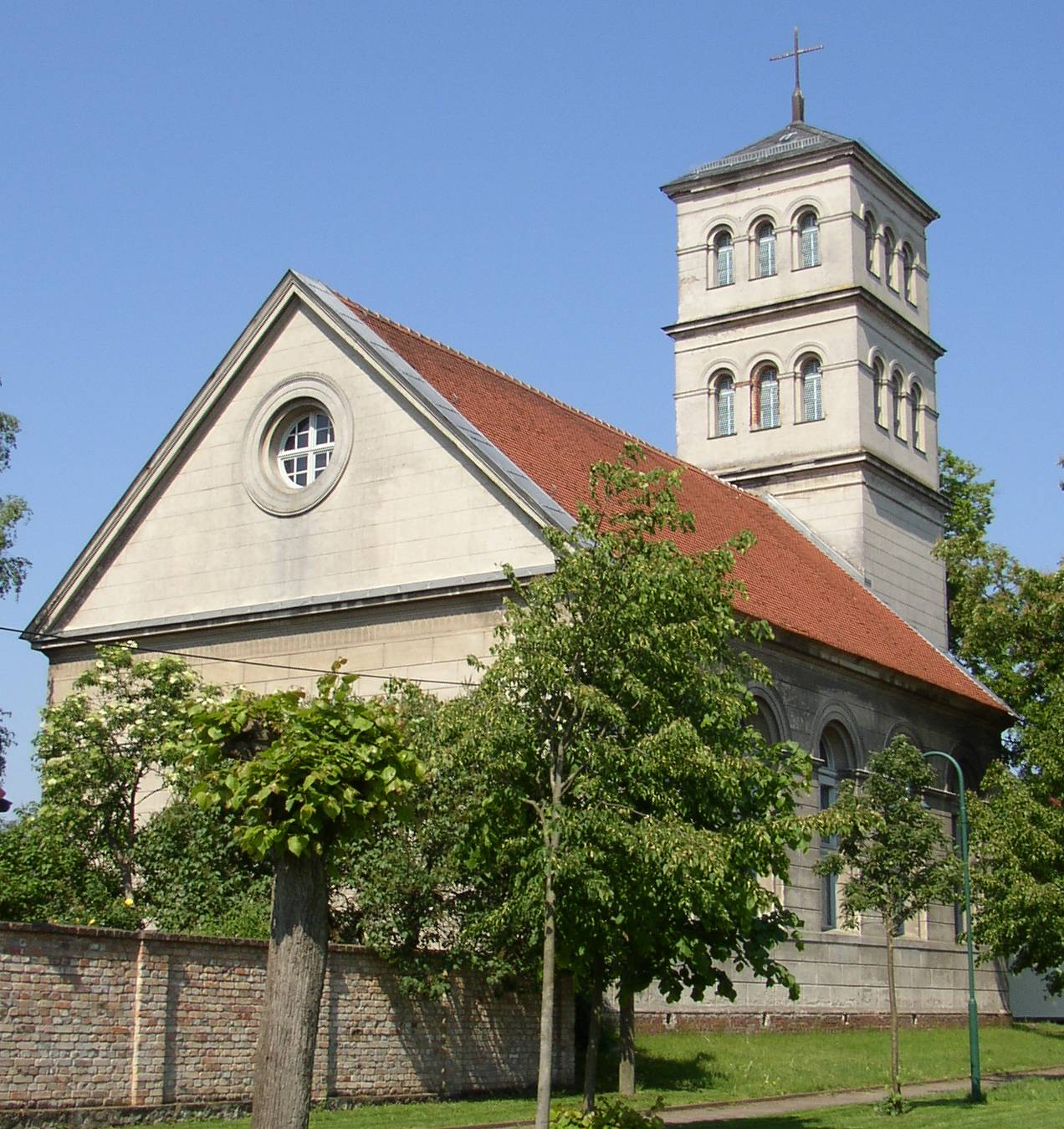
Dorfkirche Tarmow
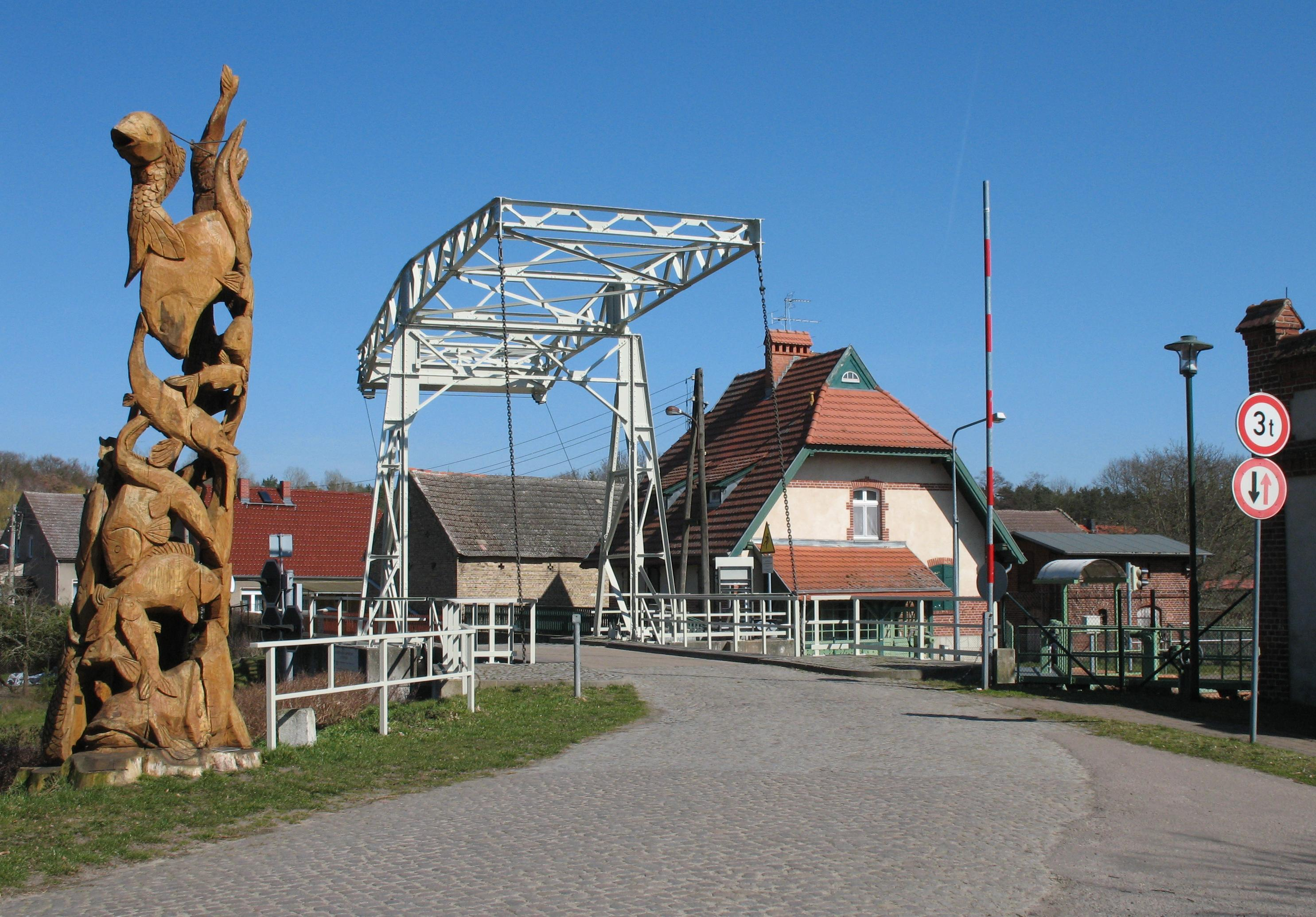
„Des Fischers Traum“ und Klappbrücke in Wustrau-Altfriesack
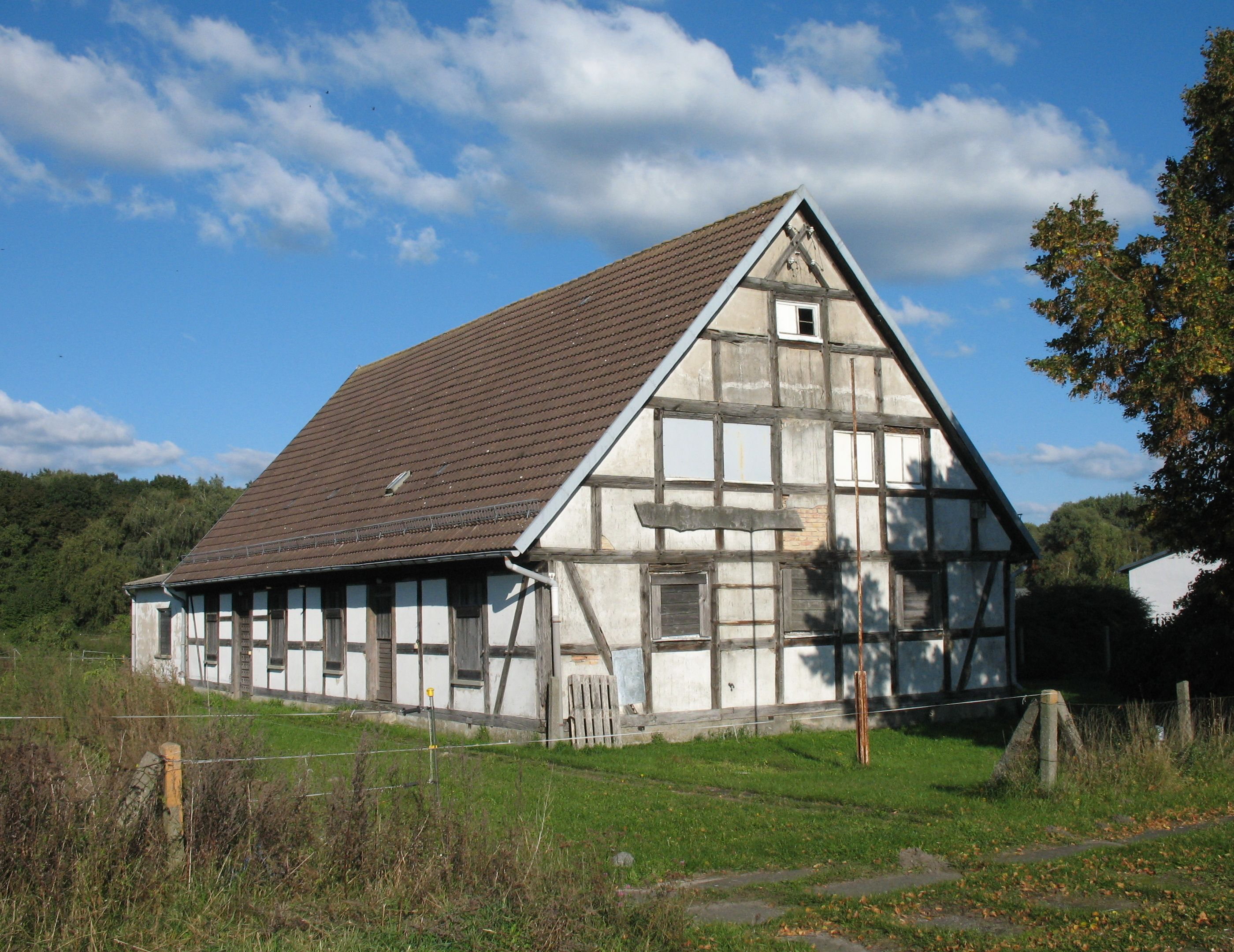
Siedlungshaus Zietenhorst 4